# 221e régiment d'artillerie coloniale
Pour les articles homonymes, voir 221e régiment.
Le 221e régiment d'artillerie coloniale est une unité militaire de l'artillerie coloniale française. Elle combat pendant la Seconde Guerre mondiale au sein de la 5e division d'infanterie coloniale.

## Création et différentes dénominations
- 2 septembre 1939 : formation du 221e régiment d'artillerie coloniale (221e RALC)
- 16 avril 1940 : devient 221e régiment d'artillerie coloniale mixte malgache (221e RALCMM)
- juin 1940 : détruit au combat
- 4 août 1940 : dissous

## Historique
Le régiment est créé le 2 septembre 1939. Mobilisé à Bordeaux, il forme, avec le 21e régiment d'artillerie coloniale (21e RAC), l'artillerie de la 5e division d'infanterie coloniale,,. Le 221e RALC est constitué de deux groupes armées de canons de 155 courts modèle 1917.
La division rejoint la Lorraine dès septembre et passe en première ligne mi-décembre dans la zone de Faulquemont et de Saint-Avold. En février 1940, elle est relevée et repart à l'instruction en Haute-Saône. En avril, l'artillerie divisionnaire reçoit le renfort de 1 000 artilleurs malgaches : les 221e et 21e deviennent des régiments mixtes malgaches (221e RALCMM et 21e RACMM) le 16 avril.
Après le déclenchement de la bataille de France le 10 mai, la 5e DIC et son artillerie, rejoignent d'abord la région de Belfort puis, après contrordres, Creil le 18 mai. Affectés le lendemain à la 7e armée, les hommes et les chevaux de la division effectuent marches et contre-marches, avant de finalement relever sur la Somme entre Longpré-les-Corps-Saints et Picquigny la 3e division légère de cavalerie le 4 juin au soir. L'offensive allemande est relancée le lendemain matin par le XVe corps d'armée motorisé allemand alors que la division n'a pas eu le temps de s'installer, : seul le Ve groupe du 221e RALCMM est en place dans le bois à l'est de Quesnoy-sur-Airaines. La 7e Panzerdivision attaque par Condé-Folie et la 5e Panzerdivision par Pont-Remy et les deux unités submergent l'infanterie française, qui continuent de résister. Le Ve groupe est détruit dans le bois de Quesnoy le 5 après-midi tandis que le VIe groupe parvient à garder le lien avec ses échelons et à se replier. Installé dans la nuit du 5 au 6 avec les restes de la division sur une ligne de Camps-en-Amiénois à Bougainville, il est à son tour quasiment annihilé dans la nuit : un seul canon de 155 court peut être replié jusqu'à Vernon le 10 juin. Les rescapés de l'artillerie divisionnaire, 267 officiers et soldats, forment un bataillon de marche avec les 150 fantassins restants. Les derniers soldats de la division parviennent à se replier jusqu'au Lot quand l'armistice entre en effet (25 juin). Les soldats sont démobilisés en juillet et le 221e RALCMM est officiellement dissous le 4 août.

## Chefs de corps
- 1939 : colonel Desnoes[15]

- 1939 - 1940 : lieutenant-colonel Bailly[15]

## Insignes
L'insigne présente un pont et une église (référence à Bordeaux, ville d'origine de l'unité) et un canon de 155 court modèle 1917, arme principale de l'unité.

## Étendard
L'étendard du régiment n'a pas reçu d'inscriptions de batailles.